# Guillaume Carlier
Guillaume Carlier est un mathématicien français. La majeure partie de ses travaux concerne le domaine du calcul des variations et de l'optimisation. Il est professeur de mathématiques appliquées à l'Université Paris Dauphine et chercheur à Mokaplan, équipe de INRIA et du CNRS (Université Paris-Dauphine) destinée à la recherche dans le domaine du transport optimal,.

## Biographie et carrière
Les travaux de Carlier portent principalement sur les mathématiques appliquées, en particulier dans les domaines du calcul des variations, de l'optimisation, de l'analyse convexe et de la théorie des transports ainsi que sur leur application à l'économie et à la modélisation du trafic,,.
Il est diplômé en mathématiques et en économie mathématique de l'ENSAE ParisTech, de l'Université Pierre et Marie Curie et de l'Université Paris-Dauphine en 1996. Il a ensuite soutenu sa thèse doctorat à l'Université Paris-Dauphine en 2000. Sa thèse portait sur les applications du calcul des variations à la théorie des contrats, sous la direction d'Ivar Ekeland.Après ses études, il a été maître de conférences à l'Université de Bordeaux puis à l'Université Paris-Dauphine, où il est aujourd'hui professeur. Il est membre de Mokaplan, une unité mixte de recherche co-financée par l'Université Paris-Dauphine, le Centre national de la recherche scientifique et l'Institut français de recherche en informatique et en automatique.

## Principales publications
- Agueh et Carlier, « Barycenters in the Wasserstein Space », SIAM Journal on Mathematical Analysis, Society for Industrial and Applied Mathematics, vol. 43, no 2,‎ 2011, p. 904–924 (DOI 10.1137/100805741, S2CID 8592977, lire en ligne)
- Benamou et Carlier, « Augmented Lagrangian Methods for Transport Optimization, Mean Field Games and Degenerate Elliptic Equations », Journal of Optimization Theory and Applications, Springer, vol. 167,‎ 2015, p. 1–26 (DOI 10.1007/s10957-015-0725-9, S2CID 254741013, lire en ligne)
- Benamou, Carlier, Cuturi et Nenna, « Iterative Bregman Projections for Regularized Transportation Problems », SIAM Journal on Scientific Computing, Society for Industrial and Applied Mathematics, vol. 37, no 2,‎ 2015, A1111–A1138 (DOI 10.1137/141000439, arXiv 1412.5154, S2CID 12631372, lire en ligne)
- Carlier, « A general existence result for the principal-agent problem with adverse selection », Journal of Mathematical Economics, Elsevier, vol. 35,‎ 2001, p. 129–150 (DOI 10.1016/S0304-4068(00)00057-4, lire en ligne)
- Carlier et Ekeland, « Matching for teams », Economic Theory, Springer, vol. 42, no 2,‎ 2010, p. 397–418 (DOI 10.1007/s00199-008-0415-z, S2CID 56567818, lire en ligne)
- Carlier, Duval, Peyré et Schmitzer, « Convergence of Entropic Schemes for Optimal Transport and Gradient Flows », SIAM Journal on Mathematical Analysis, Society for Industrial and Applied Mathematics, vol. 49, no 2,‎ 2017, p. 1385–1418 (DOI 10.1137/15M1050264, arXiv 1512.02783, S2CID 46156175, lire en ligne)
- Carlier, Galichon et Santambrogio, « From Knothe's transport to Brenier's map and a continuation method for optimal transport », SIAM Journal on Mathematical Analysis, Society for Industrial and Applied Mathematics, vol. 41, no 6,‎ 2010, p. 2554–2576 (DOI 10.1137/080740647, arXiv 0810.4153, S2CID 15795393, lire en ligne)
- Chaudhari, Oberman, Osher et Soatto, « Deep relaxation: partial differential equations for optimizing deep neural networks », Research in the Mathematical Sciences, Springer, vol. 5, no 3,‎ 2018 (DOI 10.1007/s40687-018-0148-y, arXiv 1704.04932, S2CID 2074215, lire en ligne)